# Nassima Saifi
Nassima Saifi (Mila, 29 oktober 1988) is een atlete uit Algerije gespecialiseerd in het discuswerpen en kogelstoten. Ze vertegenwoordigde haar vaderland op de Paralympische Zomerspelen 2008 in Peking, de Paralympische Zomerspelen 2012 in Londen en de Paralympische Zomerspelen 2016 in Rio de Janeiro.

## Handicap
In 1998, op 10-jarige leeftijd, verloor Saifi haar linkerbeen na een auto-ongeluk. Haar vader realiseerde zich dat zijn dochter iets te doen moest hebben in haar vrije tijd en stimuleerde haar om atletiek te gaan doen.
Saifi neemt deel in de klasse F58 en soms in klasse F57. Deze klassen zijn voor atleten in een rolstoel die deelnemen aan een veldonderdeel (F) en een (zo goed als) normale romp en beenfunctie hebben (58).

## Resultaten

### Paralympische Zomerspelen
| Jaar | Plaats         | Klasse | Resultaat       | Prestatie |
| ---- | -------------- | ------ | --------------- | --------- |
| 2008 | Peking         | F57-58 | 4e Discuswerpen | 34,09 m   |
| 2008 | Peking         | F57-58 | 10e Kogelstoten | 8,49 m    |
| 2012 | Londen         | F57-58 | Discuswerpen    | 40,34 m   |
| 2012 | Londen         | F57-58 | 7e Kogelstoten  | 9,77 m    |
| 2016 | Rio de Janeiro | F57    | Discuswerpen    | 33,33 m   |
| 2016 | Rio de Janeiro | F57    | Kogelstoten     | 10,77 m   |

### Wereldkampioenschappen
| Jaar | Plaats       | Klasse | Resultaat       | Prestatie |
| ---- | ------------ | ------ | --------------- | --------- |
| 2006 | Assen        | F58    | 5e Discuswerpen | 28,04 m   |
| 2006 | Assen        | F58    | 5e Kogelstoten  | 7,98 m    |
| 2011 | Christchurch | F57-58 | Discuswerpen    | 40,99 m   |
| 2011 | Christchurch | F57-58 | 9e Kogelstoten  | 8,42 m    |
| 2013 | Lyon         | F57-58 | Discuswerpen    | 42,05 m   |
| 2013 | Lyon         | F58    | Kogelstoten     | 11,18 m   |
| 2015 | Doha         | F57    | Discuswerpen    | 34,31 m   |
| 2015 | Doha         | F57    | 4e Kogelstoten  | 10,76 m   |

### Afrikaanse Spelen
| Jaar | Plaats      | Klasse | Resultaat    | Prestatie |
| ---- | ----------- | ------ | ------------ | --------- |
| 2015 | Brazzaville | F54-58 | Discuswerpen | 33,01 m   |
| 2015 | Brazzaville | F54-58 | Kogelstoten  | 10,66 m   |

## Records
| Onderdeel    | Klasse | Prestatie | Datum             | Plaats         | Record              |
| ------------ | ------ | --------- | ----------------- | -------------- | ------------------- |
| Discuswerpen | F57    | 34,68 m   | 25 februari 2015  | Dubai          | Wereldrecord        |
| Discuswerpen | F57    | 33,33 m   | 15 september 2016 | Rio de Janeiro | Paralympisch record |
| Discuswerpen | F58    | 42,05 m   | 27 juli 2013      | Lyon           | Wereld record       |
| Kogelstoten  | F57    | 10,77 m   | 8 september 2016  | Rio de Janeiro | Afrikaans record    |
| Kogelstoten  | F58    | 11,18 m   | 20 juli 2013      | Lyon           | Afrikaans record    |